# Habenaria kilimanjari
Habenaria kilimanjari är en orkidéart som beskrevs av Heinrich Gustav Reichenbach. Habenaria kilimanjari ingår i släktet Habenaria och familjen orkidéer. Inga underarter finns listade i Catalogue of Life.